# Plaça de Dins
La plaça de Dins d'Alcoi (Alcoià, País Valencià) va ser construïda a mitjan segle xix. Es tracta d'un conjunt neoclàssic de planta trapezoïdal amb arcades de mig punt en plantes baixes per les quals s'accedeix als deu edificis que la componen, construït en l'espai del claustre de l'antic convent de Sant Agustí, construït en el segle xiv i reformat posteriorment.

## Urbanisme
La plaça segueix la tipologia de places majors porticades que s'originen a Espanya en el segle xvii i que van ser desenvolupades pels acadèmics en la reutilització dels espais dels convents desamortitzats en el segle xix. El 1837 l'ajuntament va comprar aquest espai per a habilitar-lo com a habitatges i mercat. L'arquitecte encarregat de la reforma i ampliació fou Josep Moltó Valor (1848 – 1886). La planta baixa, unitària i construïda en pedra, està porticada per mitjà d'arcs i pilastres en alguns edificis, mentre que en uns altres els comerços recauen directament a la plaça. Les plantes altes estan destinades a habitatges, amb altures de cornisa i una composició de façanes diferents, variant entre quatre i cinc plantes, el que resta unitat a la imatge urbana. En l'accés a la plaça pel carrer de sant Tomàs es conserva un arc gòtic, únic vestigi de l'església de sant Agustí que s'alçava al costat del convent.